# اکتاویا باتلر
اکتاویا اِستِل باتلر (به انگلیسی: Octavia Estelle Butler) (زاده ۲۲ ژوئن ۱۹۴۷ - درگذشته ۲۴ فوریه ۲۰۰۶) نویسندهٔ علمی–تخیلی آمریکایی آفریقایی‌تبار بود. باتلر که هر دو جایزه هوگو و جایزه نبولا را دریافت کرده بود، یکی از شناخته‌شده‌ترین زنان این حوزه بود. در سال ۱۹۹۵ او نخستین نویسندهٔ علمی تخیلی دریافت کنندهٔ بورسیه مک‌آرتور شد.

کتاب‌ها و داستان‌های کوتاه باتلر توجه مثبت منتقدان و عموم مردم را به خود جلب کرد و خیلی زود جوایزی را از آن خود کرد. او همچنین کارگاه‌های نویسندگی برگزار می‌کرد و دربارهٔ تجربیات خود به عنوان یک آمریکایی آفریقایی‌تبار صحبت می‌کرد.

## زندگی
باتلر در پاسادینای کالیفرنیا بزرگ شد. هنگامی که نوزاد بود پدرش که واکسی بود درگذشت و اکتاویا توسط مادر و مادربزرگش بزرگ شد. مادرش برای امرار معاش خدمت‌کاری می‌کرد.
او نوشتن را از ۱۰ سالگی آغاز کرد و از ۱۲ سالگی تا پایان عمرش شیفتهٔ ادبیات علمی تخیلی شد.

## مرگ
باتلر در سالهای آخر عمرش دچار افسردگی شده بود، که تا حدی ناشی از عوارض جانبی دارو برای فشار خون بالا بود.
باتلر در تاریخ ۲۴ فوریه ۲۰۰۶ در سن ۵۸ سالگی در خارج از خانه اش در پارک دریاچه جنگل، واشینگتن، فوت کرد. علت مرگ وی چندان مشخص نیست چرا که برخی سکته مغزی را علت مرگ می‌دانند و برخی دیگر صدمات ناشی از سقوط او در گودال را. اما مجله Locus معتقد است که سکته مغزی باعث سقوط او در گودال و نهایتاً مرگ باتلر شده است.

## جایزه‌ها و افتخارات
برنده:
- ۲۰۱۰: ثبت در سالن مشاهیر علمی تخیلی
- ۲۰۰۰: جایزه یک عمر دستاورد در نوشتن از انجمن قلم آمریکا
- ۱۹۹۹: جایزه نبولا برای بهترین رمان - مَثَل قنطارها
- ۱۹۹۵: بورس مک‌آرتور
- ۱۹۸۵: جایزه هوگو برای بهترین رمان کوتاه - Bloodchild
- ۱۹۸۵: جایزه لوکس برای بهترین رمان کوتاه - Bloodchild[۳]
- ۱۹۸۵: جایزه کرونیکل تخیلی علمی برای بهترین رمان کوتاه - Bloodchild[۴]
- ۱۹۸۴: جایزه نبولا برای بهترین رمان کوتاه - Bloodchild
- ۱۹۸۴: جایزه هوگو برای بهترین داستان کوتاه - Speech Sounds
- ۱۹۸۰: جایزه هنرهای خلاقانه، L.A. YWCA

نامزد:
- ۱۹۹۴: جایزه نبولا برای بهترین رمان - مثل برزگر
- ۱۹۸۷: جایزه نبولا برای بهترین رمان کوتاه - شامگاه و صبح و شب
- ۱۹۶۷: جایگاه پنجم مسابقه Writer's Digest Short Story Contest

### مجموعه‌ها
- Patternist series
  - Patternmaster ‏(۱۹۷۶)
  - ذهنِ ذهنِ من - Mind of My Mind ‏(۱۹۷۷)
  - بازمانده - Survivor ‏(۱۹۷۸)
  - Wild Seed ‏(۱۹۸۰)
  - Clay's Ark ‏(۱۹۸۴)
  - Seed to Harvest ‏(۲۰۰۷، omnibus excluding Survivor)
- Lilith's Brood ‏(۲۰۰۰، omnibus of the Xenogenesis trilogy)
  - سپیده‌دم - Dawn ‏(۱۹۸۷)
  - مناسک بزرگسالی - Adulthood Rites ‏(۱۹۸۸)
  - دگردیسی - Imago ‏(۱۹۸۹)
- مجموعه تمثیل
  - مَثَل برزگر - Parable of the Sower ‏(۱۹۹۳)
  - مَثَل قنطارها - Parable of the Talents ‏(۱۹۹۸)

### رمان‌های تک
- خویشاوندی - Kindred ‏(۱۹۷۹)
- تَرک آشیانه - Fledgling ‏(۲۰۰۵)

### داستان کوتاه
- Bloodchild and Other Stories ‏(۱۹۹۵)؛ ویرایش دوم همراه با داستان‌های بیشتر (۲۰۰۶)

### مقاله‌های اکتاویا باتلر
- "A Few Rules For Predicting The Future"
- Eye Witness: "Butler's Aha! Moment", O The Oprah Magazine, May 2002.

الگو:اطلاعات شخص